# Ackerplateau zwischen Ilbesheim und Flomborn
Ackerplateau zwischen Ilbesheim und Flomborn este o arie protejată (arie de protecție specială avifaunistică — SPA) din Germania întinsă pe o suprafață de 3.643 ha, integral pe uscat.

## Localizare
Centrul sitului Ackerplateau zwischen Ilbesheim und Flomborn este situat la coordonatele 49°40′53″N 8°06′50″E / 49.6814°N 8.1139°E.

## Înființare
Situl Ackerplateau zwischen Ilbesheim und Flomborn a fost declarat arie de protecție specială avifaunistică în ianuarie 2004 pentru a proteja 7 specii de animale.

## Biodiversitate
Situată în ecoregiunea continentală, aria protejată nu include niciun habitat protejat.
La baza desemnării sitului se află mai multe specii protejate de  păsări (7): erete de stuf (Circus aeruginosus), erete vânăt (Circus cyaneus), erete alb (Circus macrourus), erete cenușiu (Circus pygargus), prepeliță (Coturnix coturnix), presură sură (Emberiza calandra), codobatura galbenă (Motacilla flava).